# FC Alma-Ata
FC Alma-Ata (Kazachs Алма-Ата Футбол Клубы) was een voetbalclub uit de Kazachse stad Almatı.
De club werd in 2000 opgericht als Cesna FK Almatı (Kazachs Цесна ФК Алматы). Nadat in 2003 promotie naar de Premjer-Liga werd afgedwongen, werd de naam in 2004 veranderd in Almatı FK (Kazachs Алматы ФК). Onder leiding van de Nederlandse trainer Anton Joore won de club in 2006 de beker; Joore bleef (vanaf 2005 bijna drie jaar in dienst als hoofdtrainer, maar kort voor het einde van het seizoen 2007 werd hij vervangen door zijn landgenoot Arno Pijpers, op dat moment tevens bondscoach van Kazachstan. Diens opvolger in 2008 was eveneens een Nederlander: Marco Bragonje. Deze werd na enkele maanden echter alweer ontslagen en vervangen door de Duitser Bernd Storck, maar aan het eind van dat seizoen trok de ploeg zich geheel terug uit de Premjer-Liga; de technische staf van de ploeg en een deel van de spelers sluit zich vervolgens aan bij Megasport FK Almatı.
Als Cesna Almatı werd in 2010 het latere Qayrat Akademïya FK opgericht.

## Tweede elftal
Van 2004 t/m 2007 is het tweede elftal onder de oude naam Cesna FK Almatı actief in de Kaszachse Eerste Divisie.

## Erelijst
Beker van Kazachstan
Winnaar: 2006
Finalist: 2008

## Historie in dePremjer-Liga
| Jaar | Competitie   | Prestatie                                      | (Naam)    |
| ---- | ------------ | ---------------------------------------------- | --------- |
| 2000 | Topdivisie   |                                                |           |
| 2001 | Topdivisie   |                                                |           |
| 2002 | Superliga    |                                                |           |
| 2003 | Superliga    |                                                |           |
| 2004 | Superliga    | 18de plaats in de competitie                   | Almatı FK |
| 2005 | Superliga    | 13de plaats in de competitie                   | Almatı FK |
| 2006 | Superliga    | 5de plaats in de competitie                    | Almatı FK |
| 2007 | Superliga    | 6de plaats in de competitie                    | Almatı FK |
| 2008 | Premjer-Liga | 8ste plaats in de competitie en teruggetrokken | Almatı FK |

## Naamsveranderingen
Alle naamswijzigingen van de club op een rijtje:
| Jaar (Datum) | Nieuwe naam (Russisch: Nederlandse transcriptie) (Kazachs: Qaydar-transcriptie) | Nieuwe Russische naam (t/m 1991) | Nieuwe Kazachse naam (vanaf 1992) |
| ------------ | ------------------------------------------------------------------------------- | -------------------------------- | --------------------------------- |
| 2000         | Cesna FK Almatı                                                                 |                                  | Цесна ФК Алматы                   |
| 2004         | Almatı FK                                                                       |                                  | Алматы ФК                         |

## Almatı FK in Europa
#Q = #kwalificatieronde, T/U = Thuis/Uit, W = Wedstrijd, PUC = punten UEFA coëfficiënten .
Uitslagen vanuit gezichtspunt Almati FK
| Seizoen | Competitie | Ronde | Land               | Club                  | Totaalscore | 1e W    | 2e W    | PUC |
| ------- | ---------- | ----- | ------------------ | --------------------- | ----------- | ------- | ------- | --- |
| 2007/08 | UEFA Cup   | 1Q    | Vlag van Slowakije | FC ViOn Zlaté Moravce | 2-4         | 1-3 (U) | 1-1 (T) | 0.5 |

Totaal aantal punten voor UEFA coëfficiënten: 0.5

## Bekende (ex-)spelers
- Dmitri Bjakov

- Emil Kenjizariev

- Jambıl Kukeev